# Hôtel de Chavigny
Hôtel de Chavigny (též Hôtel de Bouthillier de Chavigny) je městský palác ze 17. století, který se nachází v Paříži v historické čtvrti Marais ve 4. obvodu na adrese 7–9, Rue de Sévigné. Palác je od roku 1988 chráněn jako historická památka. Od roku 1813 slouží jako hasičská zbrojnice.

## Historie
Palác nechal původně vystavět kolem roku 1265 neapolský a sicilský král Karel I. z Anjou mezi Rue du Roi-de-Sicile a Rue Pavée, která byla tehdy slepou ulicí vedoucí podél městských hradeb Filipa II. Augusta. V roce 1520 palác vlastnil kardinál Jean de la Balue (1421–1491), biskup z Évreux, po němž se nazýval Hôtel d'Évreux. Kolem roku 1545 jej získal Antoine Sanguin de Meudon (1493–1559) včetně pozemku vedoucího k ulici na Culture Sainte-Catherine, pozdější Rue de Sévigné. Antoine Sanguin nechal na volném pozemku kolem roku 1550 postavit nový palác, který pojmenoval Hôtel de Meudon. Tento palác dokončil kardinál René de Birague (1506–1583). V roce 1612 palác koupil François d'Orléans-Longueville (1570–1631), hrabě ze Saint-Paul, takže se mu po nějakou dobu říkalo Hôtel Saint-Paul (nezaměňovat s královským Hôtel Saint-Pol). V roce 1635 jej koupil Léon Bouthillier de Chavigny (1608–1652), který mu dal jeho současné jméno, a nechal jej upravit podle plánů Françoise Mansarta, který nechal strhnout staré sousedící hradby. Při následných úpravách byl palác rozdělen na dvě části. Východní část koupil v roce 1698 finančník Jacques Poulletier, který jej nechal přestavět architekty Pierreem Bulletem (1639–1716) a Jacquesem Gabrielem (1667–1742), kteří vytvořili přístup na Rue de Sévigné. Tento palác známý jako Hôtel de Chavigny byl v roce 1813 přestavěn na hasičskou zbrojnici, nejstarší v Paříži založenou po požáru na rakouském velvyslanectví. Od roku 1988 je zapsána jako historická památka.
Ze západní části mezi domy č. 14–22 na Rue Pavée a 24 na Rue du Roi-de-Sicile se stal Hôtel de la Force zbořený v roce 1854, kdy byla otevřena Rue Malher.

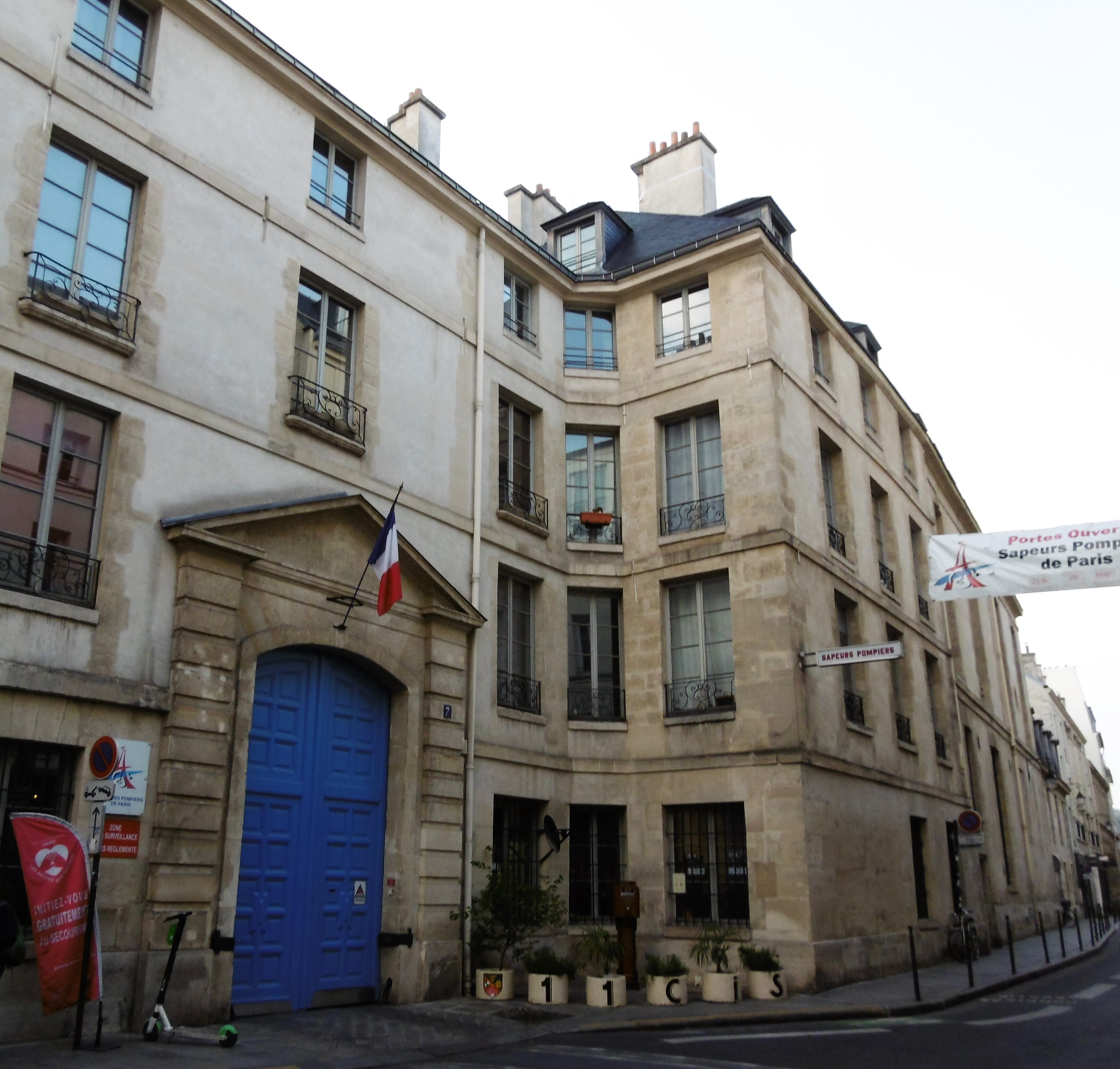
Prolomení fasády na ulici

## Architektura
Fasáda na druhém nádvoří je členěna ve dvou patrech a ukončená vikýři. V přízemí je zdobená toskánskými pilastry a v prvním patře jónskými pilastry. Tato fasáda z roku 1642 je přisuzována Mansartovi. V interiéru se zachoval malovaný strop ze 17. století na téma ročních období. Prolomení fasády na ulici odpovídá základům věže bývalých městských hradeb.